# Eishockey-Bezirksliga Bayern
Die Bezirksliga Bayern wird seit 1991 vom Bayerischen Eissportverband (BEV) organisiert und ist aktuell die sechsthöchste Spielklasse im deutschen Ligasystem. Die Liga wurde anstelle der Kreisliga Bayern eingeführt, die zwischen 1948/49 und der Einführung der Bundesliga die dritthöchste Spielklasse für Eishockeymannschaften aus Bayern war und bis 1975/76 sicher ausgespielt und ab 1985/86 bis 1990/91 erneut ausgespielt wurde. Neben der Meisterschaftsrunde wird ab der Saison 2019/20 auch der BEV-Pokal auf Bezirksebene ausgespielt.

## Saison 2025/26

### Teilnehmer / Gruppen
| Platz | Gruppe Nord        | Gruppe Mitte           |
| ----- | ------------------ | ---------------------- |
|       | ESC Haßfurt 1b     | ERC Regen              |
|       | Höchstadter EC 1b  | ESV Gebensbach         |
|       | ERV Schweinfurt 1b | ESV Dachau Woodpeckers |
|       | 1. EV Weiden 1b    | SE Freising            |
|       | ESV Würzburg       | ESC Dorfen 1b          |
|       |                    | EHC Regensburg         |
|       |                    | EHC Waldkraiburg 1b    |
|       |                    | ESC Vilshofen (A)      |
|       |                    | EC Pfaffenhofen 1b     |
|       |                    | EV Aich                |

| Platz | Gruppe Süd                         | Gruppe West                        |
| ----- | ---------------------------------- | ---------------------------------- |
|       | DEC Frillensee Inzell              | EV Bad Wörishofen                  |
|       | EV Mittenwald                      | EV Königsbrunn                     |
|       | TSV Schliersee                     | ESV Türkheim                       |
|       | SG ERSC Ottobrunn/ TEV Miesbach 1b | SG HC Maustadt / ECDC Memmingen 1b |
|       | TSV Farchant                       | ESV Bad Bayersoien                 |
|       | ESC Holzkirchen                    | ESV Buchloe 1b                     |
|       | EV Berchtesgaden                   | EC Senden                          |
|       | EHC Bad Aibling 1b                 | ESC Kempten 1b                     |
|       | Münchner EK                        | EA Schongau 1b                     |
|       | EV Fürstenfeldbruck 1b             | EC Oberstdorf                      |
|       |                                    | ERC Lechbruck 1b (N)               |
|       |                                    | EG Woodstocks Augsburg             |

Abkürzungen: A = Absteiger aus der Landesliga Bayern, N = Neu in der Bezirksliga

## BEV-Pokal
Seit der Saison 2019/20 wird der BEV-Pokal nur noch auf Bezirksebene (32 Mannschaften) ausgespielt.

Letzte Ausspielung des BEV-Pokals war die Saison 2019/20.

Von 2020/21 bis 2023/24 wurde der Pokalwettbewerb nicht ausgetragen.

## Saisonübersichten
Archiv

## Meister

### Bezirksliga Bayern
| Saison  | Gruppe 1                                                        | Gruppe 2                                                        | Gruppe 3                                                        | Gruppe 4                                                             | Liga |
| 1991/92 | TSV Fichtelberg                                                 | ESV Kagers (USC München 3. Platz)                               | SC Eibsee-Grainau                                               | ERC Lechbruck 1b                                                     | 7    |
| 1992/93 | EV Pegnitz 1b                                                   | SC Ergolding                                                    | SC Eibsee-Grainau                                               | 1. EC Senden                                                         | 7    |
| 1993/94 | Höchstadter EC                                                  | TSV Erding 1b                                                   | SC Eibsee-Grainau                                               | EHC Sonthofen                                                        | 7    |
| 1994/95 | ESV Bayreuth (EHC Stiftland Mitterteich 2. Platz)               | TSV Erding 1b                                                   | Augsburger EV                                                   | EHC Memmingen                                                        | 6    |
| 1995/96 | EV Weiden 1b                                                    | ERSC Ottobrunn                                                  | SC Reichersbeuern                                               | 1. EC Senden                                                         | 6    |
| 1996/97 | EHC Regensburg                                                  | ASV Dachau ??                                                   | SV Apfeldorf, (ERV Schweinfurt)                                 | EHC Sonthofen ??                                                     | 6    |
| 1997/98 |                                                                 |                                                                 | EV Pfronten                                                     |                                                                      | 6    |
| 1998/99 | EHC 80 Nürnberg??                                               | HC 98 München (ERC Sonthofen)                                   | EV Pfronten 1b                                                  | SV Apfeldorf                                                         | 7    |
| 1999/00 |                                                                 | (EAC Bad Reichenhall)                                           | Bad Bayersoien                                                  | ECDC Memmingen                                                       | 7    |
| Saison  | Nord                                                            | Ost                                                             | Süd                                                             | West                                                                 | Liga |
| 2000/01 | EHC Regensburg, (ERC Regen)                                     | Deggendorfer SC 1b                                              | Starbulls Rosenheim                                             | EV Landsberg 2000                                                    | 7    |
| 2001/02 | BTS Bayreuth                                                    | Deggendorfer SC 1b                                              | TuS Geretsried 1b                                               | TSV Kottern                                                          | 7    |
| 2002/03 | EC Bayreuth                                                     | TSV Erding                                                      | SC Riessersee 1b                                                | TSV Peißenberg                                                       | 6    |
| 2003/04 | ERC Ingolstadt 1b (ERSC Amberg)                                 | EHF Passau                                                      | ESC Holzkirchen, (EHC Bad Aibling)                              | TSV Kottern                                                          | 6    |
| 2004/05 | VER Selb                                                        | SE Freising                                                     | EAC Bad Reichenhall                                             | ERC Lechbruck                                                        | 6    |
| 2005/06 | Kissinger Wölfe (ESC Haßfurt)                                   | ESV Waldkirchen (Münchner EK)                                   | EHC München 1b                                                  | EV Bad Wörishofen                                                    | 6    |
| 2006/07 | EHC Bayreuth                                                    | ESV Gebensbach                                                  | ESC Geretsried, (EHC Bad Aibling)                               | VfL Denklingen                                                       | 6    |
| 2007/08 | EC Amberg, EHC Regensburg                                       | EV Bruckberg                                                    | SC Gaißach                                                      | ESC Kempten, (EV Mittenwald)                                         | 6    |
| 2008/09 | ERC Ingolstadt 1b                                               | ESV Waldkirchen                                                 | TSV Schliersee                                                  | 1. EC Senden                                                         | 6    |
| 2009/10 | ERV.Schweinfurt 1b                                              | EHC Waldkraiburg 1b                                             | SC Gaißach                                                      | EV Bad Wörishofen                                                    | 6    |
| Saison  | Gruppe 1 (Nord)                                                 | Gruppe 2 (Ost)                                                  | Gruppe 3 (Süd)                                                  | Gruppe 4 (West)                                                      | Liga |
| 2010/11 | Kissinger Wölfe (EHC Stiftland Mitterteich)                     | ERC Regen                                                       | Augsburger EV                                                   | HC Landsberg (EC Oberstdorf)                                         | 6    |
| 2011/12 | EV Regensburg 1b                                                | Münchner EK                                                     | DEC Inzell                                                      | SG HC Maustadt/ ECDC Memmingen1b                                     | 6    |
| 2012/13 | ERC Ingolstadt 1b                                               | EHF Passau Black Hawks                                          | EA Schongau 1b                                                  | SG HC Maustadt/ ECDC Memmingen 1b                                    | 6    |
| 2013/14 | EHC 80 Nürnberg1b                                               | EHC Waldkraiburg 1b                                             | SG Reichersbeuern /EC Bad Tölz1b                                | EHC Königsbrunn e. V.                                                | 6    |
| 2014/15 | EHC Bayreuth 1b                                                 | ESV Waldkirchen                                                 | SG Bad Bayersoien / EC Peiting 1b                               | VfE Ulm/Neu-Ulm „Donau Devils“ (SG TSV Schliersee / TEV Miesbach 1b) | 6    |
| 2015/16 | EHC Straubing                                                   | SE Freising                                                     | TSV Farchant                                                    | EV Füssen                                                            | 6    |
| 2016/17 | ERC Ingolstadt 1b                                               | EHC Klostersee                                                  | SG TSV Schliersee / TEV Miesbach 1b                             | SG TV Lindenberg/EV Lindau 1b                                        | 6    |
| 2017/18 | ESV Waldkirchen                                                 | EV Aich                                                         | ESC Holzkirchen                                                 | SG HC Maustadt/ECDC Memmingen 1b                                     | 6    |
| 2018/19 | EHC Bayreuth 1b                                                 | EHC Waldkraiburg/1b                                             | Wanderers Germering, EV Mittenwald                              | SG TV Lindenberg/EV Lindau 1b                                        | 6    |
| 2019/20 | ERC Regen                                                       | SG TSV Schliersee /TEV Miesbach 1b                              | Wanderers Germering                                             | ERC Lechbruck                                                        | 6    |
| 2020/21 | Saison wurde wegen der Covid-19-Pandemie nicht zu Ende gespielt | Saison wurde wegen der Covid-19-Pandemie nicht zu Ende gespielt | Saison wurde wegen der Covid-19-Pandemie nicht zu Ende gespielt | Saison wurde wegen der Covid-19-Pandemie nicht zu Ende gespielt      | 6    |
| 2021/22 | ERC Regen                                                       | EV Mittenwald                                                   | ERSC Ottobrunn                                                  | ERC Sonthofen                                                        | 6    |
| Saison  | Gruppe Nord                                                     | Gruppe Mitte                                                    | Gruppe Süd                                                      | Gruppe West                                                          | Liga |
| 2022/23 | ERC Regen                                                       | EV Aich                                                         | DEC Inzell                                                      | EV Ravensburg                                                        | 6    |
| 2023/24 | EHC Straubing 1b                                                | ESV Gebensbach                                                  | DEC Inzell                                                      | EV Bad Wörishofen                                                    | 6    |
| 2024/25 | EHC Stiftland Mitterteich                                       | ERC Regen                                                       | EV Mittenwald                                                   | ESV Türkheim                                                         | 6    |
| 2025/26 | Saison in Vorbereitung                                          |                                                                 |                                                                 |                                                                      | 6    |

Quelle: passionhockey.com Quelle: rodi-db.de – Bayerischer Bezirksligameister fett gedruckt – Aufsteiger in die Landesliga – In Klammern: (Aufsteiger ab 2. Platz)

#### Spielklassenverlauf
Spielklassenverlauf der Eishockey-Bezirksliga Bayern seit Gründung: Siebtklassig von Gründung bis 1994 – Sechstklassig von 1994/95 bis 1998 – Siebtklassig von 1998/99 bis 2002 – Sechste Spielklasse wieder seit 2002/03

## Modus (historisch)
| Ab Ligastart 1991/92                  | |
| ------------------------------------- | --- |
|                                       | Eishockey-Bezirksliga Bayern |
| Ab 2016/17                            | Die beiden erstplatzierten Teams einer jeden Gruppe spielten in einer Playoff-Runde die beiden Aufsteiger (Finalteilnehmer) in die Bayerische-Landesliga und den Bayerischen Bezirksliga-Meister aus. Die qualifizierten Mannschaften sind ab 2016/17 zur Teilnahme an den Playoffs verpflichtet. Ab der Saison 2022/23 kann nur noch der Finalsieger oder ein Nachrücker aufsteigen. |
| (ca.) 2006/07 bis 2015/16             | Bei Verzicht der Meister oder bei gleitenden Aufstieg konnten die Vizemeister nachrücken. |
| (sicher) 2001/02 bis (sicher) 2005/06 | Bei Verzicht der Meister oder bei gleitenden Aufstieg konnten die Vizemeister oder die Drittplatzierten nachrücken |
| 1991/92 bis 2014/15                   | Die sportlich für den Aufstieg oder für ein Nachrücken qualifizierten Mannschaften mussten eine schriftliche Aufstiegsklärung bzw. Erklärung über den Aufstiegsverzicht abgeben. |
| 1991/92 bis 2015/16                   | Die Meister der Bezirksligagruppen waren sportlich für die Bayerische Landesliga qualifiziert und spielten den Bayerischen Bezirksligameister aus. |
| Spielklassenverlauf                   | seit Gründung: Siebtklassig von Gründung bis 1994 - Sechstklassig von 1994/95 bis 1998 - Siebtklassig von 1998/99 bis 2002 - Sechste Spielklasse wieder seit 2002/03 |

### Kreisliga Bayern
Einige Jahre wurde die Kreisliga (BKL) auch Kreisklasse (BKK) genannt, es handelte sich dabei aber immer um die Spielklasse unterhalb der Landesliga. Spielklassenverlauf der Eishockey-Kreisliga Bayern – Drittklassig von 1948/49 bis 1958 – Viertklassig von 1958/59 bis 1961 – Fünftklassig von 1961/62 bis 1968 – Sechstklassig 1968/69 bis 1974 – Siebtklassig 1974/75 bis 1990/91. Ab der Saison 1991/92 wurde die Kreisliga durch die Bezirksliga ersetzt.